# 植木豪
植木 豪（うえき ごう、1975年12月15日 - ）A型、福岡県出身は、日本の歌手、ダンサー、俳優、演出家、デザイナー。PaniCrewのメインボーカルを担当。植木豪名義でソロ活動も行っている。

## 経歴
高校3年の時に出場した初めてのダンスコンテスト「DANCE DELIGHT SOLO BATTLE CONTEST」で優勝する。SCRAP&TRASHのメンバーやONE ON ONEなど当時大阪で活躍するメンバーが参加する中、決勝の相手は現PaniCrewのメンバーの山本崇史だった。以降様々なダンスコンテストで優勝や入賞をしている。
1997年にイギリスで開催されたブレイクダンスの世界大会「UKブレイクダンスチャンピオンシップ」にて日本代表チーム“ザ・スパルタニック・ロッカーズ”の一員として初出場・初優勝の快挙を成し遂げる。
1998年ドイツで行われた世界大会「BATTLE OF THE YEAR」に日本人初参加でBest Showを受賞。このSPARTANIC ROCKERSのイギリスの優勝とドイツのBest Showの受賞によってそれまでには無かった二大世界大会の予選が日本でも行われることになり、今日の日本のB-boyシーンを大きく切り開いたこととなる。
1998年日本最大級のダンスコンテスト「ALL JAPAN DANCE DELIGHT」グランプリを機にPaniCrew結成。
ソロ活動においては、PaniCrewが以前所属していたアミューズ所属となっている。
PaniCrewとしての活動はもちろんのこと、個人では2006年のHUMANITY THE MUSICAL出演以降、ハイスクール・ミュージカル、ラムネなどの舞台に出演するなど、活動の幅を広げている。
2011年3月、以前から共演の多かった良知真次とサイバー系ダンスボーカルユニット「AUTRIBE」を結成。
2014年には自身初演出・主演となる「WASABEATS」を上演。「WASABEATS2014」がスタート。 国内外で活躍する日本人ダンサーを迎えたノンバーバルダンスショーを演出。以降、「WASABEATS2015・2016」を手がけ、2016年には海外公演（香港）を開催し好評を得た。
2018年には植木が演出を務める「BREAK FREE」が世界最大の演劇祭『エディンバラ・フェスティバル・フリンジ』にて8月から3 - 4週間にわたってロングラン公演された。 初のヨーロッパ公演にもかかわらず開幕6日目にしてチケットはソールドアウト、THE ASIAN ARTS AWARDの「BEST PERFORMANCE賞」を受賞。THE ASIAN ARTS AWARDは、『エディンバラ・フェスティバル・フリンジ』でのアジア各国のアーティスト・アートを促進する目的で発足され、BEST PRODUCION・BEST DIRECTOR・BEST COMEDYそしてBEST PERFORMANCEの4部門が存在するものの、発足以来「BEST PERFORMANCE賞」に選ばれた作品はなく、史上初の快挙を成し遂げた。
2019年戸田恵子とタッグを組む「BackGammon」が9月25日、1stミニアルバム『Show Must Go On』をリリースした。
2019年8月に演出、構成の「KYOTO SAMURAI BOYS」が幕開け。2020年2月末までの7ヶ月間に上演された専用劇場での総公演回数は、411回。
2019年に演出した「ヒプノシスマイク -Division Rap Battle-Rule the Stage -track.1-」が日テレプラス投票企画の2.5次元ナビ！アワード2019にて作品賞を受賞。
2022年9月、ABEMA製作「主役の椅子はオレの椅子 シーズン2」の総合プロデューサーに就任する。
2022年12月15日、自身の誕生日に初ソロシングル曲「NEVER HIDE」でソロデビューを果たす。同時にDVD「NEVER HIDE」で初となる映像作品もリリースする。

## 舞台
- HUMANITY THE MUSICAL（2006年6月21日 - 30日、フェスティバルホール）
- FROGS（フロッグス）（2007年） 振り付け参加
- ハイスクール・ミュージカル（2007年6月12日 - 28日、青山劇場）
- ラムネ
  - ラムネ（2007年9月4日 - 10日、赤坂RED/THEATER）
  - ラムネ 〜木綿のハンカチーフ編〜（2008年3月13日 - 23日、新宿FACE）
- 踊る! 職業不安定所（2008年4月30日 - 5月8日、東京芸術劇場）
- グリース（2008年10月20日 - 11月4日、青山劇場）
- ALTAR BOYZ
  - ALTAR BOYZ（2009年2月10日 - 22日・24日、新宿FACE / 中京大学文化市民会館プルミエホール）
  - ALTAR BOYZ〜Red（2010年11月 - 12月、新宿FACE / 梅田芸術劇場 シアター・ドラマシティ / 中京大学文化市民会館 / 新宿BLAZE）
  - ALTAR BOYZ 最終章 2012（2012年1月28日 - 2月26日、新宿FACE / 森ノ宮ピロティホール / 新宿BLAZE）
- LOVE MUSICAL（2009年9月1日 - 13日、赤坂RED/THEATER）
- フットルース（2009年11月 - 12月、東京芸術劇場 / 名鉄ホール / 神戸国際会館こくさいホール / iichiko総合文化センター）主演
- ウノ!ドス!トレス!〜おためし企画スマイルツアー〜（2010年2月19日 - 28日、新宿シアターサンモール）
- ザ・ミュージックマン（2010年4月 - 6月、東京芸術劇場 中ホール / 新国立劇場 / 愛知県芸術劇場 / 森ノ宮ピロティホール / 札幌市民ホール）
- 今の私をカバンにつめて（2010年9月 - 10月、青山円形劇場 / 大阪ビジネスパーク円形ホール）
- ORANGE（2011年2月16日 - 24日、PARCO劇場）
- 陰陽師〜Light and Shadow〜（2011年4月9日 - 17日、新国立劇場） - 源義経 役
- タンブリング vol.2（2011年5月 - 7月、赤坂ACTシアター / 御園座 / シアターBRAVA! / 東京国際フォーラム）
- LOVE LOVE de SHOW 2011「Summer Storm」（2011年7月13日 - 17日、天王洲 銀河劇場）
- ダンス天国（2011年8月26日 - 9月4日、新宿シアターサンモール）
- SAMURAI挽歌2012〜房州幕末編〜（2012年4月18日 - 24日、紀伊國屋ホール）
- CLASSICAL NEO FANTAZY SHOW『THE SHINSENGUMI』Sword Dance ～剣、烈風の如く、真空に舞う～ 作演出：荻田浩一（2013年12月4日 - 10日、天王洲 銀河劇場 /  12月20日・21日、サンケイホールブリーゼ）
- TOKYO TRIBE（2017年9月30日 - 10月8日、TSUTAYA O-EAST / 10月11日 - 12日、Zepp Nagoya / 10月21日 - 22日、松下IMPホール） - ハラヂュクJINGUSリーダー 役
- EDGES -エッジズ- 2022（2022年4月27日 - 5月5日、有楽町よみうりホール / 5月8日・9日、COOL JAPAN PARK OSAKA TTホール）[1]

## 演出作品
舞台
- WasaBeats
  - WasaBeats（2014年3月19日 - 23日、アミューズ・ミュージカルシアター）
  - WasaBeats NINJAM（2015年4月22日 - 26日、Zeppブルーシアター六本木）
  - WasaBeats Dance is not a crime　（2016年5月18日 - 22日、Zeepブルーシアター六本木）
  - WasaBeats 香港公演（2016年6月4日、元朗劇院（中国語: 元朗剧院））
  - WasaBeats BREAKFREE（2018年4月5日 - 8日、浅草六区ゆめまち劇場）
  - BREAKFREE エジンバラ公演（2018年8月1日 - 27日、Cowbarn（英語: Reid Concert Hall）, Underbelly（英語: Underbelly (venue)）, Bristo Square（英語: Bristo Square））
  - BREAK FREE ～Edinburgh Edition～日本凱旋公演（2018年10月3日 - 6日、浅草六区ゆめまち劇場）
  - WASABEATS featuring Love Junx（2020年8月25日 - 30日、横浜赤レンガ倉庫1号館3Fホール）
- KYOTO SAMURAI BOYS（2019年8月 - 2020年2月、KYOTO SAMURAI THEATER）
- 『ヒプノシスマイク-Division Rap Battle-』Rule the Stage
  - track.1（2019年11月15日 - 12月1日、品川プリンスホテル ステラボール）
  - track.2（2020年8月12日 - 19日、品川プリンスホテル ステラボール）
  - track.3（2020年10月2日 - 11日、TOKYO DOME CITY HALL）
  - track.4（2021年2月5日 - 19日、TOKYO DOME CITY HALL / 2月25日 - 28日、メルパルクホール大阪 / 3月5日 - 3月7日、福岡サンパレス ホテル&ホール）
  - track.2 Replay（2021年3月11日 - 21日、品川プリンスホテル ステラボール）
  - -Flava Edition-（2021年6月11日-6月20日、ClubMixa）
  - Battle of Pride（2021年8月14日・15日、丸善インテックアリーナ大阪 / 8月24日・25日、ぴあアリーナMM）
  - track.5（2022年1月7日 - 9日、メルパルクホール大阪 / 1月27日 - 2月6日、TOKYO DOME CITY HALL）
- 羽田出島 The Heart of ZIPANGU（2020年9月19日 - 12月16日、HANEDA INNOVATION CITY ZONE E 2F）
- FAKE MOTION-THE SUPER STAGE-（2021年4月19日 - 5月2日、品川プリンスホテル ステラボール）
- REAL RPG STAGE『ETERNAL』（2021年9月22日・23日、東京ガーデンシアター）
- 舞台「アクダマドライブ」（2022年3月10日 - 21日、品川プリンスホテル ステラボール / 3月26日・27日、COOL JAPAN PARK OSAKA WWホール）
- 『ACTORS☆LEAGUE in Games 2022  (2022年5月2日、千葉県 幕張メッセ イベントホール)
- 「演劇ドラフトグランプリ」超MIX 『Luda』　演出(2022年6月14日、日本武道館)
- 『ヒプノシスマイク -Division Rap Battle-』Rule the Stage Rep LIVE side M.T.C(2022年7月2日-3日、KT Zepp Yokohama、7月8日-9日、Zepp Fukuoka、8月5日-7日、Zepp Osaka Bayside)
- 『ヒプノシスマイク -Division Rap Battle-』Rule the Stage《Mix Tape1》2022年7月14日-18日、TOKYO DOME CITY HALL)(全公演中止)
- 『ヒプノシスマイク -Division Rap Battle-』 Rep LIVE side F.P(2022年7月23日、Zepp Saqoro、7月29日-31日、Zepp Haneda(TOKYO)、8月2日-3日、Zepp Nagoya)
- 『ACTORS☆LEAGUE in Baseball 2022』ZIPANG OPERAオープニングライブ演出(2022年8月22日、東京ドーム)
- 『ヒプノシスマイク -Division Rap Battle-』Rule the Stage《どついたれ本舗 VS Buster Bros!!!》(2022年9月23日-10月2日、TOKYO DOME CITY HALL、10月5日-10日、COOL JAPAN OSAKA WWホール)
- 『ACTORS☆LEAGUE in Basketball 2022』(2022年10月11日、東京体育館メインアリーナ)
- 『ヒプノシスマイク -Division Rap Battle-』Rule the Stage《Bad Ass Temple VS 麻天狼》(2022年12月1日-18日、品川プリンスホテル　ステラボール)
- 阿部顕嵐 独演会「風姿花伝」第1期公演(2022年12月4日、明治座)
- 「進撃の巨人」-the Musical-（2023年1月7日 - 9日、オリックス劇場 / 1月14日 - 24日、日本青年館ホール）[2]
- 『ヒプノシスマイク -Division Rap Battle-』Rule the Stage《Fling Posse VS MAD TRIGGER CREW》（2023年3月2日-5日、COOL JAPAN OSAKA WWホール、3月9日-19日、TOKYO DOME CITY HALL）
- オリジナル・ミュージカル『The Agent』（2023年12月7日 - 24日予定、よみうりホール / 2024年1月13日・14日予定、兵庫県立芸術文化センター 阪急中ホール） - ザック 役[3]
- 『サイボーグ009』
  - 「サイボーグ009」（2024年5月18日 - 26日、日本青年館ホール）[4]
  - 「サイボーグ009 -13番目の追跡者-」（2025年11月14日 - 24日、品川プリンスホテル ステラボール）[5]

ライブ
- DEAN FUJIOKA Special Live 「InterCycle 2016」中華武術シーン演出（2016年12月22日、パシフィコ横浜国立大ホール / 12月30日、大阪城ホール）
- 『BANANA FRITTERS A-Go-Go!!! Re:LIVE2017』ダンスシーン演出（2017年6月9日、東京国際フォーラムホール）
- 戸田恵子 60th Anniversary Live Show『Happy Birthday Sweet 60』（2017年9月8日 - 10日、品川プリンスホテル クラブeX）
- 配信LIVE『⻘』「シアターコンプレックス」水江建太プロデュースオリジナル・プログラム（2020年9月22⽇）
- 7ORDER LIVE TOUR 2021 “WE ARE ONE”（2021年1月13日・14日、日本武道館 / 1月30日・31日、オリックス劇場）
- Battle of Pride（2021年8月14日・15日、丸善インテックアリーナ大阪 / 8月24日・25日、ぴあアリーナMM）
- ZIPANG OPERA『ACT ZERO ～暁の海～』（2021年6月17日 - 20日、東京国際フォーラム ホールC）
- KYOTO SAMURAI BOYS 東京見参 〜天〜（2022年3月25日 - 4月3日、Mixalive TOKYO Theater Mixa）
- 『ヒプノシスマイク -Division Rap Battle-』Rule the Stage Rep LIVE side M.T.C(2022年7月2日-3日、KT Zepp Yokohama、7月8日-9日、Zepp Fukuoka、8月5日-7日、Zepp Osaka Bayside)
- 『ヒプノシスマイク -Division Rap Battle-』 Rep LIVE side F.P(2022年7月23日、Zepp Saqoro、7月29日-31日、Zepp Haneda(TOKYO)、8月2日-3日、Zepp Nagoya)

## ドラマ
- グッド★コンビネーション 第1話（2001年、NHK） - 卓哉 役
- あり得ない! 第5話「ピザの悲劇」（2010年、毎日放送） - 遠藤トシキ 役
- サイン（2011年、毎日放送） - SHOGO 役

## LIVE
- AUTRIBE FIRST LIVE "HISTORYCONECTION"（2011年3月5日、新宿BLAZE）
- AUTRIBE SECOND LIVE "TRIP TRAP TRIBE" (2011年10月28･29日、渋谷WWW)
- AUTRIBE 3rd LIVE "anthird"（2012年9月2日、新宿BLAZE）
- AUTRIBE FIRST LIVE TOUR ～STARTRIBE(2013年4月21日、渋谷WWW、5月4日、名古屋ハートランドスタジオ、5月5日、心斎橋Music Club JANUS)
- AUTRIBE 4th LIVE "EVOLUTRIBE"(2013年11月4日、新宿BLAZE)
- AUTRIBE 5th LIVE "5 for V"(2014年5月10日、新宿FACE)
- AUTRIBE 6th LIVE "ELECTROCK WORLD"(2015年3月8日、新宿BLAZE)

## デザイン
デザイナーとしても様々な企業やブランドとコラボアイテムを生み出しオリジナルブランドやコラボレーションブランドが多数ある。
UNIQLOとのコラボレーションTシャツを1日で完売させ、第二弾ではCD付きのロングスリーブTシャツを販売。
ローリングストーンズのメンバーが選ぶデザインコンペで選出されオフィシャルTシャツやキャップなどのデザインを手掛けた。
ABCマート渋谷店のシャッターに期間限定でグラフィティーアートを描いた。
アメリカのストリートブランドTRIBALGEARとコラボレーションでのTシャツをデザインする。
女優戸田恵子のプロデュースブランドではデザイナーとして活動している。ベアブリックとのコラボレーションやチャリティーブランドとしてダウン症の子供達の支援活動を行なっている。
初音ミクとCONDENSEのコラボーレーションによるMIKU BREAKにてタイトルや連携アプリ内のグラフィッティーアートやパーカーやTシャツやタオルのグラフィティーアートのデザインを担当した。

## 交友関係
- HUMANITY THE MUSICALで共演した戸田恵子とは、互いを「ブラザーGO」「姉さん」と呼ぶほど意気投合。2人でオリジナルブランド「B・G」を展開している[6]。
- 屋良朝幸とは、THE夜もヒッパレで共演して以来、互いのライブなどを見に行く仲。グリースで共演すると分かった時「奇跡が起きたと思った」と言うくらい大変喜んだそう。グリース終了後も、公式ブログに屋良が植木が出演している舞台を見に来た話が掲載されたりしている[要出典]。
- 「ALTAR BOYZ」など共演の多い良知真次とは相棒と呼び合っており、事務所の壁を越え「AUTRIBE」というユニットを組みライブを行っている。マネージャー同士も仲が良くよく飲みに行っているらしい[要出典]。